# Joakim Vujić
Joakim Vujić (No alfabeto cirílico: Јоаким Вујић) foi um escritor, dramaturgo, ator, viajante, e poliglota de nacionalidade sérvia. Nascido no atual território da Hungria, é considerado o pai do teatro sérvio. Foi o primeiro diretor do teatro  Knjaževsko-srpski, o maior do país.  